# حامد حسين الهندي
ٱلسَّيِّدُ ٱلْمَيِّرُ حَامِدُ حُسَيْنٍ بْنُ مُحَمَّدٍ قُلِي ٱلْمُوسَوِيُّ ٱلْكَنْتُورِيُّ ٱللَّكْهْنَوِيُّ ٱلْهِنْدِيُّ (1246 هـ / 1830م - 1306 هـ / 1888م). هو رجل دين وفقيه ومتكلِّم شيعي هندي من أصل عربي وابن المرجع الشيعي محمد قلي الموسوي، وقد كان من القيادات الدينية العليا للشيعة الإثني عشريَّة بلكهنو الهنديَّة.
يُعرف حامد حسين عادة باسم صَاحِبُ ٱلْعَبِقَاتِ نسبة إلى أشهر كتبه وهو عبقات الأنوار في إمامة الأئمّة الأطهار، بل صار يُضاف لأبنائه وأحفاده لقب ٱلْعَقَبَاتِيُّ نسبة إلى جدهم. ولقب ٱلْمُوسَوِيُّ هو لقب يطلق على سلالة موسى الكاظم، وأما ٱللَّكْهْنَوِيُّ فهو نسبة إلى مدينة لكهنو، وكذلك ٱلْكَنْتُورِيُّ فهي نسبة إلى بلدة كنتور الواقعة - حسب الجغرافيا الحديثة - بولاية أتر برديش التي استوطنها أجدادها من زمن بعيد.
والكنتوري اللكهنوي محل توثيق علماء الشيعة ورجالييهم كمحمد حسن الشيرازي،(1) وحسن الصدر، (2) وحسين النوري،(3) وعباس القمي،(4) وأبو الفضل الطهراني،(5) ومحسن الأمين.(6)

## حياته

### نسبه
هو: حامد حسين بن محمد قلي بن محمد حسين بن حامد حسين بن زين العابدين بن محمد البولاقي بن محمد حسين بن الحسين بن جعفر بن علي بن كبير الدين بن شمس الدين بن جمال الدين بن الحسين الشهاب «سيد السادات» بن محمد عز الدين بن أبي طالب شرف الدين بن محمد الأطهر المحروق بن حمزة الثالث بن علي العسكري بن أبي محمد بن جعفر بن مهدي بن أبي طالب بن علي بن حمزة الثائر بن حمزة الأكبر بن موسى الكاظم بن جعفر الصادق بن محمد الباقر بن علي زين العابدين بن الحسين السبط بن علي بن أبي طالب.

### الولادة والنشأة
كانت ولادة اللكهنوي في بلدة ميرته في الخامس من شهر محرم 1246 هـ، وكان في بداية مطالعته الدينيَّة يقرأ ويطالع كتاب حمله حيدرى لمحمد رفيع المشهدي، وشرع رسمياً بالتعلم وهو ابن سبع سنين، ودرس عند والده بعض الكتب المتداولة. ثم ارتحل مع والده إلى مدينة لكهنو، وقد توفي والده وهو في الخامسة عشر من عمره. وواصل فيها الدراسة عند بركة علي اللاهوري، كما درس كتاب نهج البلاغة عند محمد عباس التستري، وعند مرتضى بن محمد بن دلدار علي النقوي الهندي، وعمه حسين بن دلدار علي النقوي الهندي.

## المكتبة الناصرية
أسس اللكهنوي مكتبة ضخمة كانت نواها كتب والده محمد قلي الموسوي، ثم ضمَّ لها هو ما حصل عليه من الكتب، ثم سعى ابنه ناصر حسين في تطويرها وتوسعتها فاشتهرت بإسمه وعُرفت باسم المكتبة الناصرية، وتعد من أكبر المكتبات في لكهنو؛ بل في الهند ككل.

## مؤلفاته
لحامد حسين عدد من المؤلَّفات باللغتين العربيَّة والفارسيَّة، حتى قال التبريزي في ترجمته له «وقد صرّح بعض الأكابر ببلوغ مؤلّفاته المائتين مجلّداً»، ومما ذكر من كتبه في الفهارس:
| - عبقات الأنوار في إمامة الأئمّة الأطهار. كتاب بالفارسيَّة، وهو في الرد على باب الإمامة من كتاب التحفة الإثني عشرية لعبد العزيز الدهلوي، وقد ساهم بعض المترجمين الشيعة، وبعض اللجان التحقيقيَّة بتعريبه، ولعلَّ أشمل تعريب هو تعريب علي الحسيني الميلاني الذي عرَّب وهذَّب كل مجلَّدات الكتاب بعنوان نفحات الأزهار في خلاصة عبقات الأنوار. - استقصاء الإفحام واستيفاء الانتقام في رد منتهى الكلام. - الشعلة الجوالة في إحراق المصاحف على عهد عثمان. - الدرر السنية في المكاتب والمنشآت العربية. - شوارق النصوص في تكذيب فضائل اللصوص. - أسفار الأنوار عن حقائق أفضل الأسفار. - إفحام أهل المين في رد إزالة الغين. - صفحة الألماس في حكم الارتماس. | - الغضب البتار في مبحث آية الغار. - شمع ودمع. ديوان شعر باللغة الفارسيَّة. - زين الوسائل إلى تحقيق المسائل. - النجم الثاقب في مسألة الحاجب. - الظل الممدود والطلح المنضود. - الذرائع في شرح الشرائع. - الشريعة الغراء. - شمع المجالس. - درة التحقيق. - الطارف. |

## وفاته
توفي السيد حامد حسين الموسوي الكنتوري اللكهنوي في 18 صفر سنة 1306 هـ، الموافق تقريبًا لـ25 أكتوبر 1888 م، في مدينة لكهنو بالهند، حيث دُفن في حسينية غفران مآب، وقبره معروف ويُزار.

## الهوامش
| - 1 - كتب محمد حسن الشيرازي تقريضاً على كتاب العبقات قائلاً فيه: ”فلمّا وقفت بتأييد الله تعالى وحسن توفيقه على تصانيف ذي الفضل الغزير، والقدر الخطير، والفاضل النحرير، والفائق التحرير، والرائق التعبير، العديم النظير، المولوي حامد حسين“. - 2 - ذكره حسن الصدر في كتابه تكملة أمل الآمل قائلاً عنه: ”كان من أكابر المتكلّمين، وأعلام علماء الدين، وأساطين المناظرين المجاهدين، بذل عمره في نصرة الدين، وحماية شريعة سيّد المرسلين، والأئمّة الهادين، بتحقيقات أنيقة، وتدقيقات رشيقة، واحتججات برهانية، وإلزامات نبوية، واستدلالات علوية، ونقوض رضوية“. - 3 - أثنى حسين النوري على اللكهنوي ثناءً كثيراً في تقريض له على كتاب العبقات فقال ضمن ما قال: ”السّد السديد، والركن الشديد، سبّاح عيالم التحقيق، سيّاح عوالم التدقيق، خادم حديث أهل البيت، ومن لا يشقّ غباره الأعوجي الكميت، ولا يحكم عليه لو ولا كيت، سائق الفضل وقائده وأميرالحديث ورائده، ناشر ألوية الكلام، وعامر أندية الإسلام، منار الشيعة، مدار الشريعة، يافعة المتكلّمين، وخاتمة المحدّثين، وجه العصابة وثبتها، وسيّد الطائفة وثقتها، المعروف بطنطنة الفضل بين ولايتي المشرقين، سيّدنا الأجل حامد حسين“. | - 4 - ذكر عباس القمي في الفوائد الرضوية في ترجمته للكهنوي قوله: ”السيّد الأجل العلامة، والفاضل الورع الفهّامة، الفقيه المتكلّم المحقّق، والمفسّر المحدّث المدقّق، حجّة الإسلام والمسلمين، آية الله في العالمين، وناشر مذهب آبائه الطاهرين، السيف القاطع، والركن الدافع، والبحر الزاخر، والسحاب الماطر، الذي شهد بكثرة فضله العاكف والبادي، وارتوى من بحار علمه الظمآن والصادي“. - 5 - ذكر أبو الفضل الطهراني في كتابه شفاء الصدور اللكهنوي بالثناء فقال عنه: ”السيّد الجليل، المحدّث العالم العامل، نادرة الفلك وحسنة الهند، ومفخرة لكهنو وغرّة العصر، خاتم المتكلّمين، المولوي الأمير حامد حسين المعاصر الهندي اللّكهنوي قدّس سرّه وضوعف برّه“. - 6 - وصف محسن الأمين في ترجمته للكهنوي في موسوعة أعيان الشيعة بقوله: ”كان من أكابر المتكلّمين الباحثين عن أسرار الديانة، والذابّين عن بيضة الشريعة، وحوزة الدين الحنيف، علامة نحريراً ماهراً بصناعة الكلام والجدل، محيطاً بالأخبار والآثار، واسع الاطلاع، كثير التتبع، دائم المطالعة، لم يُرَ مثله في صناعة الكلام والإحاطة بالأخبار والآثار في عصره، بل وقبل عصره بزمان طويل، وبعد عصره حتّى اليوم“. |